# Les Fils de l'homme (film)
Vous lisez un « bon article » labellisé en 2007.
Pour les articles homonymes, voir Fils de l'Homme.
Pour plus de détails, voir Fiche technique et Distribution.
Les Fils de l'homme (Children of Men) est un film de science-fiction britannico-américain écrit et réalisé par Alfonso Cuarón, adapté du roman de P. D. James, sorti en 2006.
Le film place le spectateur au cœur d'une dystopie dont le cadre est le Royaume-Uni en proie au chaos. Dans ce monde ravagé par les pandémies, les guerres et le terrorisme, l'humanité est devenue stérile, s'acheminant ainsi vers l'extinction.

## Synopsis
Dans un futur proche, les humains ne peuvent plus avoir d'enfants. L'être humain le plus jeune sur Terre meurt.  C'est le 16 novembre 2027, et l'on rapporte dans tous les médias à travers le monde le meurtre de celui que l'on appelait « bébé Diego ». Âgé de dix-huit ans, il était la plus jeune personne sur Terre et le dernier enfant né recensé.
Theo Faron, un ancien activiste politique devenu employé de bureau, est peu touché par cette nouvelle alors que le monde entier  pleure le jeune homme. Il quitte un café à Londres juste avant qu'une bombe ne pulvérise l'établissement. Le gouvernement accuse les « Poissons » (Fishes), un groupe terroriste qui combat pour le droit des immigrés. Chamboulé par l'explosion, Theo rend visite à son ami, Jasper Palmer, un ancien dessinateur de presse, vivant à la campagne, et partageant son temps entre la culture du cannabis et l'assistance à sa femme catatonique, une ancienne photographe de guerre, torturée par le gouvernement.

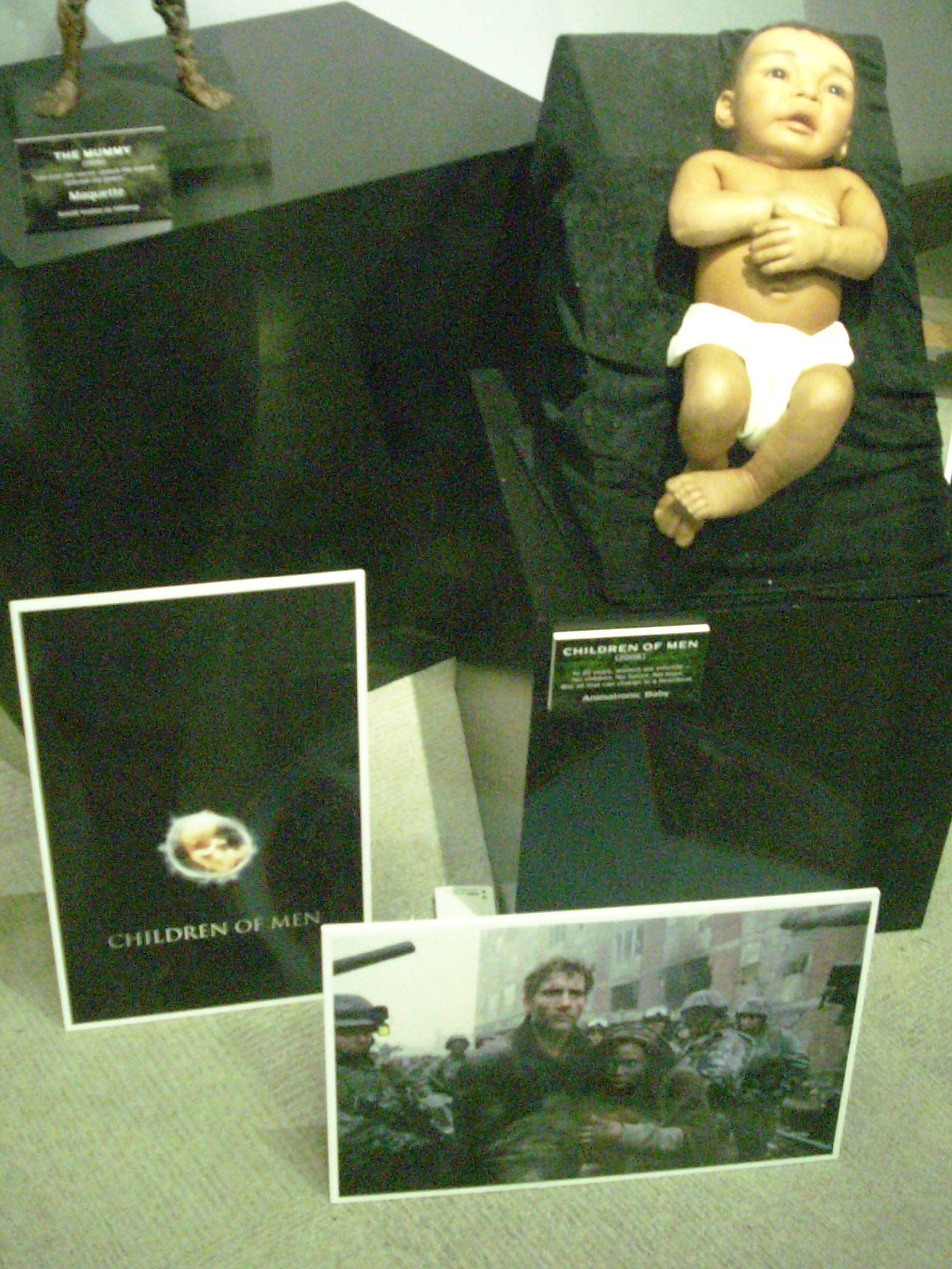
Faux bébé utilisé pour la scène de l'accouchement.

À son retour à Londres, Theo est enlevé par les Poissons, menés par son ex-femme Julian Taylor. Leur fils, Dylan, est mort lors de la pandémie de grippe de 2008. Julian offre 5 000 £ à Theo en échange d'un laissez-passer pour une jeune réfugiée africaine nommée Kee. Pour obtenir ce sauf-conduit, Theo rend visite à son cousin Nigel, un ministre haut placé dans le gouvernement et responsable de l'« Arche des Arts » (Ark of Arts), un bâtiment où sont entreposées des œuvres d'art rescapées du chaos dans lequel la Terre a sombré. Theo parvient à obtenir le laissez-passer, mais se voit contraint d'accompagner Kee dans son périple. Luke, un membre des Poissons, conduit Theo, Julian, Kee et une femme, Miriam, au premier checkpoint de leur voyage. Ils sont pris en embuscade et Julian est mortellement touchée au cou. Poursuivis par la police, ils trouvent refuge dans une ferme isolée où Luke est nommé nouveau leader des Poissons.
Kee révèle alors à Theo le pourquoi de leur périple : elle est la première femme enceinte depuis dix-huit ans. Julian et les Poissons ont pour but de la confier à « Renouveau planétaire » (Human Project), un groupe de scientifiques secrètement basé aux Açores et dont le but est de soigner l'infertilité. Kee lui avoue qu'il est le seul en qui elle a confiance parce que Julian lui faisait elle-même confiance. Elle lui propose de l'amener à la rencontre de Renouveau planétaire mais il refuse, doutant de l'existence d'un tel groupe. Julian étant morte, Luke suggère à Kee de rester avec les Poissons jusqu’à son accouchement. Theo lui conseille d'aller dans un hôpital mais les Poissons rétorquent que le gouvernement lui prendra son bébé à des fins politiques. La jeune femme accepte cette dernière suggestion et tous vont se coucher.
Juste avant l'aube, Theo est réveillé par des cris, se lève et découvre que Luke est responsable de l'embuscade et a fait assassiner Julian par Patric, un membre des Poissons, et son complice, blessé dans l'embuscade. Cela avait pour but de lui permettre de garder le bébé de Kee et de s'en servir comme outil de propagande et symbole pour la rébellion. Theo entend également qu'on ordonne de le tuer. En sortant de sa chambre, il a oublié ses chaussures. Pieds dans la boue, en chaussettes, il va trouver Kee et s'échappe avec elle et Miriam vers le refuge de Jasper, les Poissons à leur poursuite. Pendant que Miriam explique alors que le rendez-vous avec Renouveau planétaire est prévu dans un bateau, le Tomorrow, au camp de réfugiés de Bexhill, Théo baigne ses pieds blessés par sa fuite dans un pot d'eau. Jasper leur propose un plan d'infiltration dans le camp avec l'aide de Syd, un policier corrompu à qui il vend du cannabis. Pendant ce temps, Théo essaye des mocassins appartenant à Jasper mais aucun ne lui va, et il prend finalement des tongs.
Les Poissons arrivent finalement à trouver la maison de Jasper, pourtant bien cachée dans la forêt, et ce dernier les retient pendant que Theo, Kee et Miriam s'enfuient. Il est tué de sang-froid par Luke quand il refuse de dire quelle direction ont prise les fuyards. Le point de rencontre avec Syd est fixé dans une école abandonnée. Théo se réveille dans la voiture et cherche Miriam et Kee dans l'école abandonnée, ses tongs craquent sur les débris de verre cassé et la boue tandis que Syd arrive. Il les conduit à Bexhill en les faisant passer pour des prisonniers. Là, ils sont emmenés dans un bus où Kee commence à avoir des contractions. Elle attire l'attention d'un garde mais Miriam se sacrifie en le distrayant avec de fausses incantations religieuses. Elle est sortie manu militari du véhicule et emmenée. Theo et Kee, seuls, trouvent Marichka, leur contact à Bexhill, qui leur fournit une chambre. Kee y accouche pendant la nuit. Le lendemain, Syd, qui doit les emmener au bateau, les informe que l'armée britannique s'apprête à envoyer des troupes et des chars d'assaut dans le camp pour mater la rébellion engendrée par les Poissons qui se sont introduits dans le camp durant la nuit, mais il découvre l'enfant et tente de le prendre ; néanmoins Kee et Theo parviennent à s'enfuir avec l'aide de Marichka qui frappe Syd avec un bâton. Théo, qui tentait de saisir l'arme avec laquelle Syd les menaçait, se relève mais, ralenti par sa tong droite qu'il commence à perdre, il la jette en l'air. Elle vole au loin dans le corridor tandis que Théo tente d'ouvrir la porte de secours. Il essaye de faire passer Kee et Marichka le bébé dans les bras mais Théo, lui, reste coincé et parvient à sortir, il manque de se faire tirer dessus. Il ramasse une batterie et frappe Syd avec. Il prend la fuite mais se blesse le pied droit sur du verre, ayant perdu une tong. Il parvient néanmoins à rejoindre Kee et Marichka, alors que les combats éclatent partout dans le camp. Ils arrivent en sécurité chez des amis de Marichka. Le bébé reçoit à manger, Théo un pot d'eau pour ses pieds meurtris, et des baskets.
En route pour rejoindre le bateau, ils sont capturés par les Poissons. Luke veut se servir du bébé pour galvaniser ses troupes et emmène Kee et le bébé tout en demandant à Patric d'exécuter Theo une fois qu'ils ne seront plus en vue. Theo ne doit sa survie qu'à l'arrivée de l'armée qui engage le combat avec les hommes de Patric, obligé de fuir et ne pouvant faire face aux militaires et aux chars.
Sans Marichka, Theo poursuit seul les Poissons à l'intérieur d'un immeuble assiégé par l'armée britannique. Il retrouve Kee au beau milieu d'une fusillade où sont pris Luke et Patric. Patric est rapidement abattu. Luke qui tire allégrement sur les troupes à l'extérieur est blessé, Theo en profite pour emmener Kee, mais Luke lui tire dessus avant d'être tué par un tir de char. Blessé et soutenant Kee, Theo tente de quitter l'immeuble. Les pleurs du bébé laissent les occupants du bâtiment hébétés. Les soldats, qui entrent dans le bâtiment, découvrent l'enfant et les tirs cessent. Theo et Kee sortent, passant devant les soldats et les rebelles, figés dans un cessez-le-feu tacite. À peine sont-ils partis qu'une roquette fuse et l'affrontement reprend.
Ils retrouvent Marichka, qui les conduit à une barque pour rejoindre le Tomorrow, mais elle refuse de les accompagner. Les avions de chasse arrivent sur Bexhill et bombardent le camp. Theo rame jusqu'au point de rencontre et s'effondre. Kee voit alors du sang dans la barque et croit qu'elle est blessée. Mais Theo explique que c'est lui qui saigne, ayant reçu une balle tirée par Luke. Kee décide de nommer sa fille Dylan, comme le fils décédé de Theo et Julian.  Dans un sursaut d'énergie, Theo lui montre comment faire roter un bébé, puis meurt en paix, semblant réconcilié avec son passé. C'est alors que le navire hôpital Tomorrow surgit du brouillard et s'apprête à récupérer Kee avec son enfant, qui feront ensuite route vers les Açores.

## Fiche technique
- Titre original : Children of Men
- Titre français  : Les Fils de l'homme
- Réalisation : Alfonso Cuarón
- Scénario : Alfonso Cuarón, Timothy J. Sexton, David Arata, Mark Fergus et Hawk Ostby, d'après le roman Les Fils de l'homme de P. D. James
- Musique : John Tavener
- Montage : Alfonso Cuarón et Alex Rodríguez
- Photographie : Emmanuel Lubezki
- Son : Richard Beggs
- Direction artistique : Ray Chan, Paul Inglis et Mike Stallion
- Décors : Jim Clay et Geoffrey Kirkland
- Costumes : Jany Temime
- Maquillages : Graham Johnston
- Effets spéciaux : Frazer Churchill et Matthew G. Armstrong
- Production : Marc Abraham, Eric Newman, Hilary Shor, Iain Smith et Tony Smith
- Sociétés de production : Strike Entertainment, Relativity Media, Hit & Run Productions
- Sociétés de distribution : Universal Pictures (États-Unis), United International Pictures (Belgique, France et Suisse)
- Budget : 76 000 000 de dollars[2]
- Pays d'origine :  Royaume-Uni,  États-Unis
- Langue d'origine : anglais (et quelques mots ou phrases en plusieurs langues : allemand, arabe, espagnol, géorgien, italien, roumain, russe, serbe)
- Genre : science-fiction post-apocalyptique et dystopique
- Durée : 109 minutes[1]
- Format : couleur - 35mm - 1,85:1 - SDDS / Dolby Digital / DTS[3]
- Dates de sortie[4] :
  - Italie : 3 septembre 2006 (Mostra de Venise)
  - Royaume-Uni, Irlande : 22 septembre 2006
  - France, Belgique : 18 octobre 2006
  - Suisse : 8 novembre 2006 (Suisse romande)
  - États-Unis : 25 décembre 2006
- Classification : 
  - Royaume-Uni : 15
  - Canada : 14A
  - France : interdit aux moins de 12 ans lors de sortie en salles

## Distribution
- Clive Owen (VF : Julien Kramer et VQ : Daniel Picard) : Theo Faron, ancien activiste politique devenu employé de bureau, ex-mari de Julian Taylor
- Julianne Moore (VF : Ivana Coppola et VQ : Marie-Andrée Corneille) : Julian Taylor, un des leaders des Poissons, mouvement rebelle, ex-femme de Theo Faron
- Michael Caine (VF : Dominique Paturel et VQ : Vincent Davy) : Jasper Palmer, ancien cartooniste politique devenu cultivateur de cannabis, ami de Theo Faron, marié à Janice
- Claire-Hope Ashitey (VF : Dorothée Pousséo) : Kee, jeune immigrée probablement d'origine ghanéenne[5], première femme enceinte depuis dix-huit ans
- Chiwetel Ejiofor (VF : Lucien Jean-Baptiste et VQ : Marc-André Bélanger) : Luke, membre des Poissons
- Charlie Hunnam (VF : Thierry Ragueneau et VQ : Daniel Roy) : Patric, membre des Poissons, homme de main de Luke
- Peter Mullan (VF : José Luccioni et VQ : Jean-François Blanchard) : Syd, policier corrompu dealant le cannabis de Jasper Palmer dans les camps de réfugiés
- Pam Ferris (VF : Denise Metmer et VQ : Chantal Baril) : Miriam, sage-femme, amie de Kee
- Danny Huston (VF : Emmanuel Jacomy et VQ : Jacques Lavallée) : Nigel, ministre haut-placé, cousin de Theo Faron
- Oana Pellea : Marichka, Tzigane vivant dans le camp de réfugiés de Bexhill
- Philippa Urquhart : Janice, ancienne photographe de guerre devenue catatonique à la suite des tortures du gouvernement, femme de Jasper Palmer
- Paul Sharma (VF : Tanguy Goasdoué et VQ : Antoine Durand) : Ian
- Jacek Koman (VQ : Sylvain Hétu) : Tomasz
- Maria McErlane (en) : Shirley
- Michael Haughey : Monsieur Griffiths, patron de Theo Faron
- Michael Klesic (VQ : Alexandre Fortin) : Rado
- Ed Westwick : Alex, fils de Nigel
- Juan Gabriel Yacuzzi : Diego Ricardo, le plus jeune être humain
- Tehmina Sunny : Zara
- Martina Messing : Birgit
- Gary Hoptrough : Simon
- Maurice Lee : Samir
- Denise Mack : Emily
- Faruk Pruti : Sirdjan
- Dhafer El Abidine : Zaphyr
- Miriam Karlin : la grand-mère allemande emprisonnée

## Production

### Scénario

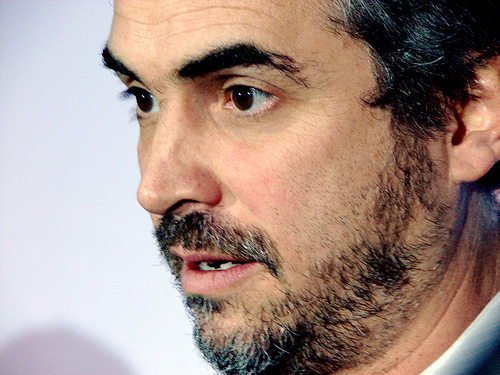
Le réalisateur Alfonso Cuarón à la première du film à Mexico.

L'adaptation du roman de P.D. James avait, à la base, été écrite par Paul Chart et, plus tard, réécrite par Mark Fergus et Hawk Ostby. Les producteurs Hilary Shor et Tony Smith, qui développent le projet, incluent Alfonso Cuarón dans celui-ci en 2001. Ce dernier, avec la collaboration du scénariste Timothy J. Sexton, entama une nouvelle réécriture du scénario dès la fin du précédent tournage du réalisateur. Ne voulant pas faire une simple illustration du livre, Alfonso Cuarón ne lut qu'un résumé de celui-ci, sachant que Timothy J. Sexton l'avait lu en entier,.
La production n'a pas été lancée directement car Alfonso Cuarón partit sur un autre projet. Ce tournage, accepté en cours de route, lui a permis, selon lui, de s'adapter plus facilement pour Les Fils de l'homme aux réalités d'un tournage au Royaume-Uni, car il s'agissait déjà d'un projet britannique.
Lors de l'élaboration du scénario et de la production, Alfonso Cuarón utilisa comme modèle de société en reconstruction le film La Bataille d'Alger de Gillo Pontecorvo (1967), qu'il montra à son acteur principal Clive Owen pour exprimer sa vision du film. Pour l'aspect philosophique et social, le réalisateur a lu l'œuvre de Slavoj Žižek et d'autres travaux dans le même esprit. Il s'inspira également du film L'Aurore de Friedrich Wilhelm Murnau (1927), d'où viendra, peut-être, son envie de réaliser de nombreux plans-séquence pour le film.

### Attribution des rôles

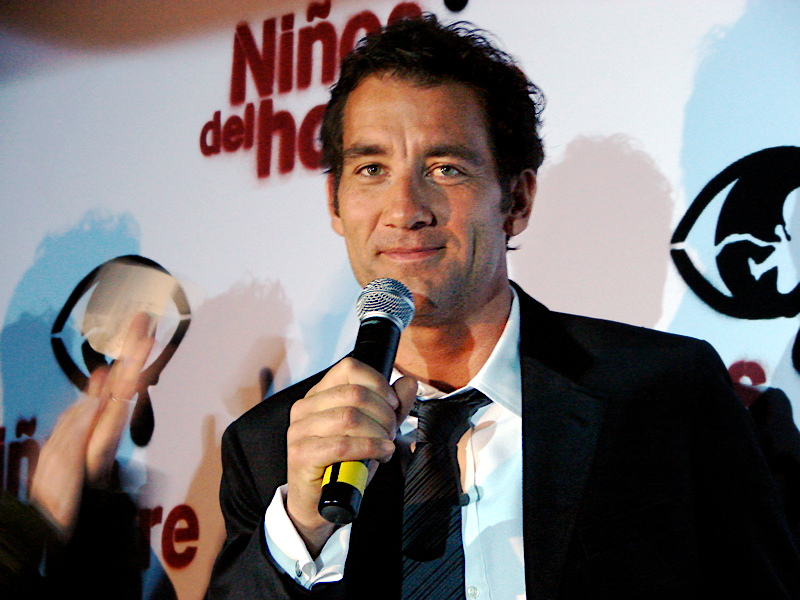
Clive Owen à la première du film à Mexico.

Clive Owen, par ailleurs un admirateur du cinéaste qu'il considère comme original, vif et talentueux, a été choisi en avril 2005 et a passé plusieurs semaines à collaborer avec Alfonso Cuarón et Timothy J. Sexton  pour élaborer son rôle. Impressionnés par son implication créative, les scénaristes du film ont travaillé avec lui sur l'ensemble du scénario. Ainsi, il proposa un certain nombre de scènes au réalisateur.
Julianne Moore a été choisie en juin 2005.
Michael Caine déclare avoir basé son interprétation de Jasper Palmer sur John Lennon. Il s'agit d'un rôle de composition total pour Michael Caine, qui n'avait jamais eu d'autre rôle se rapprochant de celui-ci dans sa longue carrière. Le réalisateur déclare que l'acteur est rentré dans le rôle dès l'instant où il s'est vu en costume dans une glace. Il ajoute que, dès cet instant, l'acteur croyait sincèrement être Jasper. On peut également voir dans ce personnage un hommage à Schwartz (Mort Mills) dans le film d'Orson Welles, La Soif du mal (Touch of Evil, 1958). En effet, Jasper appelle Theo amigo comme le faisait Schwartz pour Ramon Miguel Vargas (Charlton Heston) dans le film.
Le rôle de Kee (Claire-Hope Ashitey) a été créé par Alfonso Cuarón, marqué par la théorie selon laquelle tous les êtres humains découlent d'ancêtres africains et par le statut des personnes défavorisées. Ainsi, l'enfant de l'immigrée africaine réécrirait l'histoire en devenant l'origine de la renaissance de l'humanité.
Charlie Hunnam a été choisi par Alfonso Cuarón car celui-ci avait apprécié sa prestation dans Retour à Cold Mountain d'Anthony Minghella.

### Développement de l'univers
L'arrière-plan scénaristique est développé à travers des extraits de publicités, des journaux papier et des journaux télévisés visibles dans le film. Parmi les faits historiques cités, on retrouve :
- Un taux d'infertilité mondial de 25 % en décembre 2008, la dernière naissance le 21 juin 2009.
- La destruction par le feu nucléaire de New York, d'une grande partie de l'Afrique et du Kazakhstan.
- L'occupation militaire de Cincinnati.
- La mise sur le marché de « drogues de fertilité » factices et tueuses aux côtés de médicaments légaux comme de nouveaux anti-dépresseurs (Niagra, Bliss) et des kits de suicide (Quietus).
- La maladie de la vache folle
- La surveillance accrue des mosquées britanniques par les forces de police.
- Le bombardement des puits de pétrole saoudiens, mettant en danger l'approvisionnement mondial.
- La reconversion des villes du sud de l'Angleterre en camps de réfugiés (article daté du 11 février 2020).
- La négation, par le Premier ministre britannique, d'actes de torture à l'initiative de son gouvernement.
- L'interdiction de toute immigration à destination du Royaume-Uni.
- La fermeture du tunnel sous la Manche.
- Le siège de Seattle (millième jour au 16 novembre 2027).

### Tournage

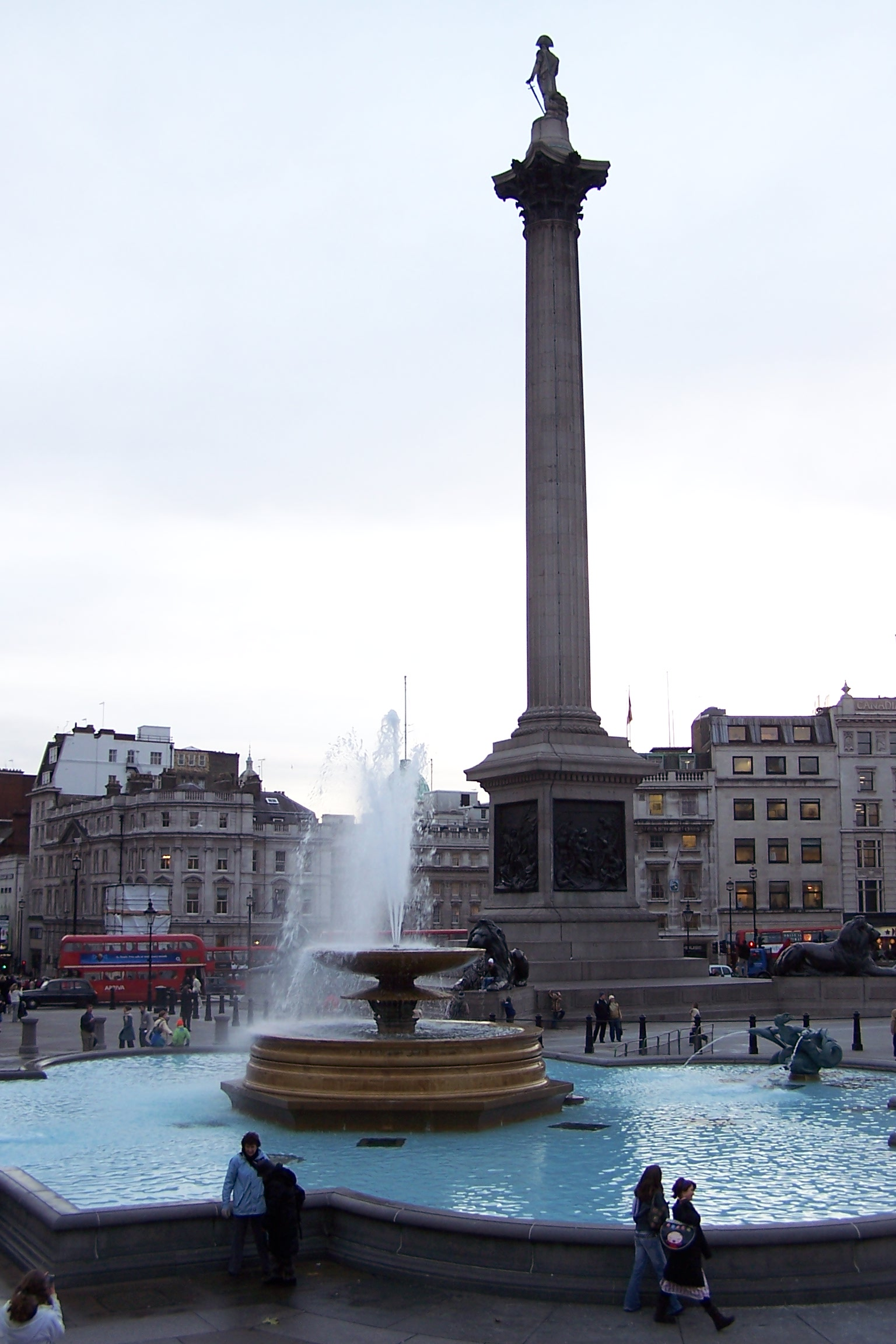
en.

Pour construire son monde futuriste, un Londres ayant la patine de 2027, le film Orange mécanique de Stanley Kubrick (1971) a été utilisé comme référence. Les Fils de l'homme étant le deuxième film du réalisateur tourné à Londres, il décida de faire de la ville un personnage à part entière de celui-ci. Lorsque Alfonso Cuarón était en train de préparer le film, ont eu lieu les attentats de Londres. Il se refusa alors à quitter la ville dont le film ne pouvait se dissocier. Néanmoins, la scène de l'attaque terroriste sur Fleet Street a dû être tournée un mois et demi après l'événement,.

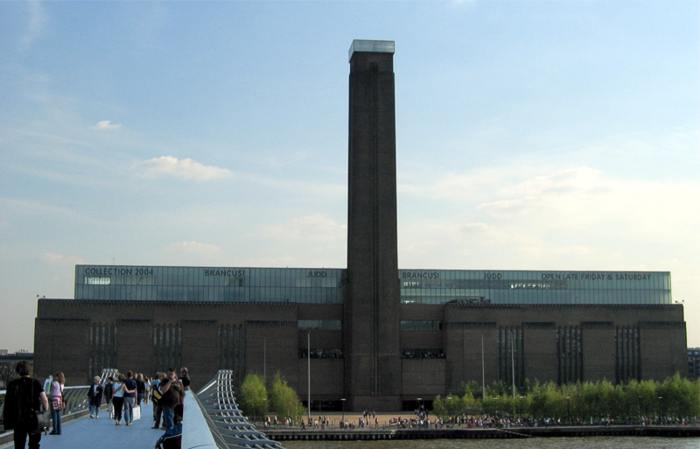
Le en.

Alfonso Cuarón décida de tourner certaines scènes dans l'East End de Londres, un endroit considéré comme un « lieu totalement dépourvu de glamour ». Il s'inspira, pour modifier la ville prospère, des souvenirs de son pays d'origine : le Mexique. Aussi, il utilisa les lieux les plus célèbres de Londres comme Trafalgar Square, par exemple. Enfin, la Battersea Power Station a également été remodelée sur l'exemple du Tate Modern, ce qui inspira une comparaison avec le film Le Désert rouge de Michelangelo Antonioni (1964). Les effets visuels ont été directement créés à la postproduction par les studios Double Negative et Framestore CFC, ce qui était le seul moyen de parvenir à créer un tel environnement selon le réalisateur.

### Musique
La musique du film a été diffusée sous la forme de deux albums : une bande-son réalisée par divers artistes (Children of Men - Original Motion Picture Soundtrack) et la bande originale du film (Fragments of a Prayer from the motion picture Children of Men) de John Tavener, qui contient des morceaux d'autres compositeurs classiques ou contemporains comme Georg Friedrich Haendel, Gustav Mahler, Krzysztof Penderecki ou encore le groupe de rock progressif King Crimson avec le titre In the Court of the Crimson King et le groupe britannique Radiohead, mais aussi une reprise de Ruby Tuesday des Rolling Stones par Franco Battiato. Malgré cela, quatre chansons du film n'apparaissent pas dans ceux-ci. Par ailleurs, Map of the Problematique, de Muse, et Hoppípolla, de Sigur Rós, ont été utilisées lors des publicités et des bandes-annonces pour promouvoir le film mais n'ont pas été utilisées pour le film en lui-même.

## Accueil

### Accueil critique
Le film a été globalement bien accueilli par la critique.
Dans Slate Magazine, on proclame « l'arrivée d'un grand réalisateur » et de « deux des plans-séquence parmi les plus virtuoses jamais vus ». Dans The New York Times, le film est « superbement réalisé ». Dans le Film Journal International, Les Fils de l'homme est « l'un des meilleurs films de l'année ». Enfin, dans The Independent, on félicite l'acuité avec laquelle Alfonso Cuarón fait le portrait de la Grande-Bretagne, mais on critique le caractère ordinaire du monde futuriste présenté.
En France, selon Télérama, le discours du film est « rageur et saisissant ». Pour Les Inrockuptibles, Les Fils de l'homme possède une énergie « émouvante parce que branlante et incarnée ». Première pense presque tenir « le film d'anticipation de la décennie ». Cependant, selon Les Cahiers du cinéma, rien ne « dépasse le stade infantile de l'illustration ». Pour Studio magazine, c'est « une leçon de cinéma ». Enfin, en ce qui concerne Ciné Live, ils résument leur avis en un mot : « respect ».
Pour accentuer cette réputation, de nombreux sites web de référence dans le cinéma réunissent d'excellentes notes données par les internautes pour le film, comme sur Internet Movie Database ou Rotten Tomatoes.

### Box-office
Le film ayant coûté 76 millions de dollars, il est considéré comme étant un échec commercial en salles avec ses 69 217 002 USD de recettes mondiales, sachant que les studios gagnent environ 55 % de cette somme (à noter que les ventes internationales, les ventes de DVD ainsi que les diffusions télévisées sont des sources rémunératrices non négligeables). Voici un tableau résumant certains des résultats enregistrés au box-office par pays :
| Pays      | Box-office  | Pays        | Box-office   | Pays             | Box-office  | Pays                 | Box-office  |
| --------- | ----------- | ----------- | ------------ | ---------------- | ----------- | -------------------- | ----------- |
| Allemagne | 1 302 303 $ | Danemark    | 193 643 $    | Japon            | 3 512 374 $ | République tchèque   | 301 303 $   |
| Argentine | 490 252 $   | Égypte      | 15 944 $     | Lettonie         | 26 361 $    | Roumanie             | 88 977 $    |
| Australie | 2 166 804 $ | Espagne     | 2 180 299 $  | Lituanie         | 17 826 $    | Royaume-Uni          | 9 203 229 $ |
| Autriche  | 211 251 $   | États-Unis  | 35 327 768 $ | Macédoine        | 2 399 $     | Serbie-et-Monténégro | 12 947 $    |
| Belgique  | 835 276 $   | France      | 2 604 911 $  | Mexique          | 2 499 226 $ | Slovaquie            | 40 596 $    |
| Brésil    | 307 386 $   | en entrées, | 314 000+     | Nouvelle-Zélande | 241 564 $   | Slovénie             | 19 494 $    |
| Bulgarie  | 33 281 $    | Grèce       | 917 309 $    | Norvège          | 62 261 $    | Suisse               | 448 151 $   |
| Chili     | 150 547 $   | Hongrie     | 173 928 $    | Pays-Bas         | 356 329 $   | Turquie              | 429 950 $   |
| Colombie  | 193 435 $   | Islande     | 55 157 $     | Pologne          | 319 085 $   | Ukraine              | 167 309 $   |
| Croatie   | 49 596 $    | Italie      | 2 174 797 $  | Portugal         | 451 381 $   | Venezuela            | 210 232 $   |

Le film a vu son résultat s'améliorer grâce au DVD, où il a engrangé environ 26 millions de dollars, et ce, seulement dans le réseau locatif américain.

### Distinctions

#### Récompenses
- BAFTA 2007 :
  - BAFTA de la meilleure photographie (Emmanuel Lubezki)
  - BAFTA de la meilleure direction artistique (Geoffrey Kirkland, Jim Clay et Jennifer Williams)
- Festival de Venise 2006 :
  - Osella d'or de la meilleure contribution technique (Emmanuel Lubezki)
  - Prix de la Lanterne Magique (Alfonso Cuarón)

Prix de la critique
- Los Angeles Film Critics Association 2006 : Prix de la meilleure photographie (Emmanuel Lubezki)
- Chicago Film Critics Association 2006 : Prix de la meilleure photographie (Emmanuel Lubezki)
- National Society of Film Critics 2007 : Prix de la meilleure photographie (Emmanuel Lubezki)
- Vancouver Film Critics Circle 2007  : Prix du meilleur film et du meilleur réalisateur (Alfonso Cuarón)
- Austin Film Critics Association 2007 : Prix du meilleur réalisateur (Alfonso Cuarón) et du meilleur scénario adapté (Alfonso Cuarón)
- Online Film Critics Society 2007 :
  - Prix du meilleur scénario adapté (Alfonso Cuarón, Timothy J. Sexton, David Arata, Mark Fergus et Hawk Ostby)
  - Prix de la meilleure photographie (Emmanuel Lubezki)

Prix d'associations de professionnels du cinéma
- American Society of Cinematographers 2007 : Prix pour Emmanuel Lubezki

#### Nominations
- Oscars du cinéma 2007 :
  - Oscar du meilleur scénario adapté (Alfonso Cuarón, Timothy J. Sexton, David Arata, Mark Fergus et Hawk Ostby)
  - Oscar de la meilleure photographie (Emmanuel Lubezki)
  - Oscar du meilleur montage (Alfonso Cuarón et Alex Rodríguez)
- BAFTA 2007 : Meilleurs effets spéciaux (Frazer Churchill, Timothy Webber, Mike Eames et Paul Corbould)
- Saturn Awards 2007 :
  - Saturn Award du meilleur film de science-fiction
  - Saturn Award de la meilleure réalisation (Alfonso Cuarón)
  - Saturn Award du meilleur acteur (Clive Owen)
- Online Film Critics Society : Meilleur film, meilleur réalisateur pour Alfonso Cuarón et meilleur montage pour Alfonso Cuarón et Alex Rodríguez en 2007

Prix d'associations de professionnels du cinéma
- Visual Effects Society :
  - Prix des meilleurs effets visuels de l'année 2007 (Timothy Webber, Lucy Killick, Andy Kind et Craig Bardsley pour la séquence de la naissance)
  - Prix de meilleurs effets visuels secondaires pour un film 2007 (Lucy Killick, Frazer Churchill, Timothy Webber et Paul Corboul)
- Art Directors Guild : Prix d'excellence de la production pour un film fantastique 2007 (Jim Clay, Geoffrey Kirkland, Gary Freeman, Malcolm Middleton, Ray Chan, Paul Inglis, Mike Stallion, James Foster, Peter James et Stephen Forrest-Smith)
- Motion Picture Sound Editors : 
  - Prix Golden Reel du meilleur montage son de la musique pour un film 2007 (Michael Price)
  - Prix Golden Reel du meilleur montage son et effets sonores pour un film étranger 2007 (David Evans, Richard Beggs, Bjorn Ole Schroeder, Sam Southwick, Tony Currie, Iain Eyre, Nick Lowe, Harry Barnes, Stuart Morton et Peter Burgis)

## Analyse

### Photographie: l'art du plan-séquence
Le film utilise de nombreux plans-séquence dans lesquels se déroulent des actions complexes. Les plus longs sont  les suivants :
- l'embuscade en voiture (3 min 58) ;
- l'accouchement de Kee (3 min 11) ;
- la scène où Theo évolue dans un théâtre de guérilla urbaine au camp de Bexhill (6 min 18).

Ce genre de plans, très délicats à tourner, utilisent parfois, dans Les Fils de l'homme, des raccords pour préserver la continuité. Ainsi, selon Frazer Churchill, superviseur des effets visuels, le plan-séquence de la bataille finale a été effectué en cinq prises. De même, le plan-séquence de l'embuscade l'a été en six et sur trois lieux différents. Selon le réalisateur Alfonso Cuarón, l'essentiel était surtout de conserver la perception d'une chorégraphie fluide à travers les pièces de ce que l'on pourrait appeler un puzzle.
Ce dernier avait déjà expérimenté les longues prises dans Y tu mamá también. Son style est influencé par l'un de ses films favoris, le film suisse Jonas qui aura 25 ans en l'an 2000, d'Alain Tanner (1976), qu'il a visionné alors qu'il était étudiant. À ce moment, il s'intéressait à la Nouvelle Vague et appréciait la sobriété, le peu de gros plans, l'élégance et la lenteur des mouvements de caméra.
Le plan-séquence où Theo pénètre un bâtiment assiégé a été préparé pendant quatorze jours et tourné en cinq heures. Au début de ce plan, du sang gicle sur la caméra. Ce détail a été conservé par Alfonso Cuarón sur les conseils de son directeur de la photographie, Emmanuel Lubezki. Selon Clive Owen, l'une des difficultés majeures de ce genre de plan a tenu au fait qu'ils étaient beaucoup préparés mais devaient paraître avoir été saisis dans le feu de l'action.
Au début du projet, la première idée d'Alfonso Cuarón pour maintenir la continuité a été considérée comme irréalisable par les experts de la production. En effet, sortant du tournage de Harry Potter et le prisonnier d'Azkaban, il avait suggéré d'utiliser des effets spéciaux. Son directeur de la photographie refusa aussi catégoriquement du fait que leur ambition commune était de filmer Les Fils de l'homme comme un documentaire pris sur le vif. Doggicam Systems dut donc, par exemple, concevoir un bras spécial pour porter la caméra et, ainsi, permettre au réalisateur de tourner la scène dans la voiture. Un véhicule a dû être modifié pour permettre aux sièges et au pare-brise avant de s'incliner pour laisser la caméra se déplacer sans obstacles. Une équipe de quatre personnes était postée sur le toit de celui-ci pour tourner la scène, dont Emmanuel Lubezki et un opérateur caméra.
Lors de cette séquence, un guet-apens suivi d'une course-poursuite, les acteurs n'étaient pas prévenus de l'arrivée en masse de figurants agressifs. Selon le réalisateur, qui voulait des émotions les plus naturelles possibles, Julianne Moore était terrifiée, Clive Owen a eu peur d'avoir blessé le cascadeur à moto qui les attaque et qui est fauché d'un coup de portière et Chiwetel Ejiofor a été blessé au visage par un éclat de verre.
Timothy Webber, de la société d'effets spéciaux Framestore CFC, a été responsable, pour sa part, du plan-séquence de l'accouchement durant trois minutes et trente secondes ; et ce, à la fois au niveau de la mise en scène, mais aussi de l'ajout du nouveau-né en images de synthèse. Le réalisateur souhaitait à l'origine utiliser un bébé en animatronique à l'exception de la scène de la naissance de l'enfant. Finalement, deux prises ont été faites. Dans la seconde, les jambes de Claire-Hope Ashitey avaient été remplacées par des prothèses. Alfonso Cuarón, satisfait du résultat obtenu par la trois dimensions, a donc décidé de remplacer le bébé en animatronique par celui en images de synthèse de Framestore CFC.
Pour Clive Owen, la sophistication des mouvements de caméra utilisés pour ces plans permettent à la fois aux acteurs et aux spectateurs d'oublier celle-ci et de les engager totalement dans la scène.

### Thèmes et références
Les différents thèmes du film ont été abordés dans le court métrage documentaire La Possibilité d'espérer, présent sur l'édition vidéo du film.

#### Massacres, tortures et attentats

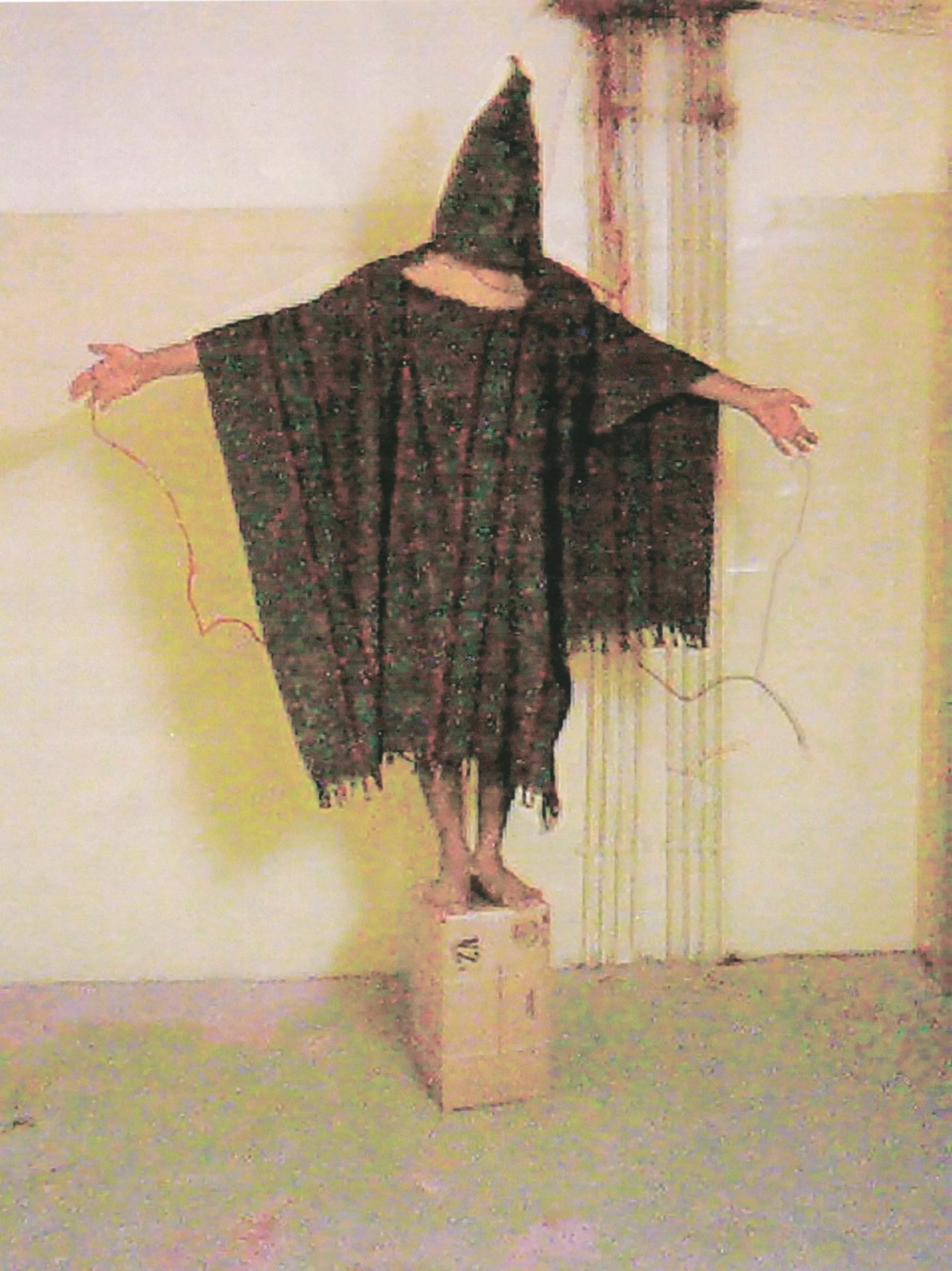
L'homme encapuchonné de la prison d'Abou Ghraib dont la pose est reprise dans le film.

Quand Miriam est sortie du bus par le militaire à l'entrée à Bexhill, on entend la chanson Arbeit macht frei des Libertines. Ce titre de chanson fait référence à la devise écrite à l'entrée des camps d'extermination nazis. Le traitement des immigrés dans le film, à travers cela et à travers les méthodes avec lesquelles ils sont traqués et emprisonnés (cages...), rappelle clairement la Shoah,. Il y a aussi une autre référence aux atrocités nazies lorsque, dans l'Arche des Arts, Nigel dîne devant la toile Guernica, de Pablo Picasso, qui représente le massacre de plus de 1 600 civils par un bombardement nazi dans la ville de Gernika-Lumo lors de la guerre d'Espagne. Lors d'une des dernières scènes du film, la fameuse composition musicale de Krzysztof Penderecki, Thrène à la mémoire des victimes d'Hiroshima, est jouée. Cette composition musicale rend hommage aux victimes du bombardement de la ville japonaise d'Hiroshima dans le contexte de la Seconde Guerre mondiale, qui aboutit à la capitulation du Japon et fit, sur le coup, 70 000 victimes, selon la DOE.
La description des camps de réfugiés fait référence à des événements contemporains : Miriam est encapuchonnée à Bexhill et a la même pose que l'un des prisonniers victime des tortures de la prison d'Abou Ghraib dont la photo a été massivement diffusée. On y évoque aussi la prison de Guantánamo ou encore le Maze. Selon certains, le film donne également une résonance aux attentats du 11 septembre 2001.
On peut aussi remarquer une similarité avec la couverture en cinéma vérité de la guerre d'Irak. On trouve aussi de nombreuses références aux mouvements islamistes modernes, notamment à travers le terme intifada, tagué en arabe mal orthographié sur certains murs. De plus, on assiste, lors du film, à une procession d'hommes avec des bandeaux verts tirant avec des armes automatiques et scandant les mots Allahu Akbar comme un prélude à la révolte du camp de Bexhill. Il s'agit ici d'une référence précise au Hamas et au conflit israélo-palestinien.
Alfonso Cuarón déclare avoir essayé, autant que faire se peut, de croiser les références. Par exemple, quand Theo quitte les appartements russes, une femme tient le corps de son fils. Cela fait à la fois référence à une photo célèbre d'un conflit dans les Balkans et à la Pietà de Michel-Ange, auquel il avait déjà fait référence, plus tôt dans le film, au travers de son David.

#### La révolution, la contestation

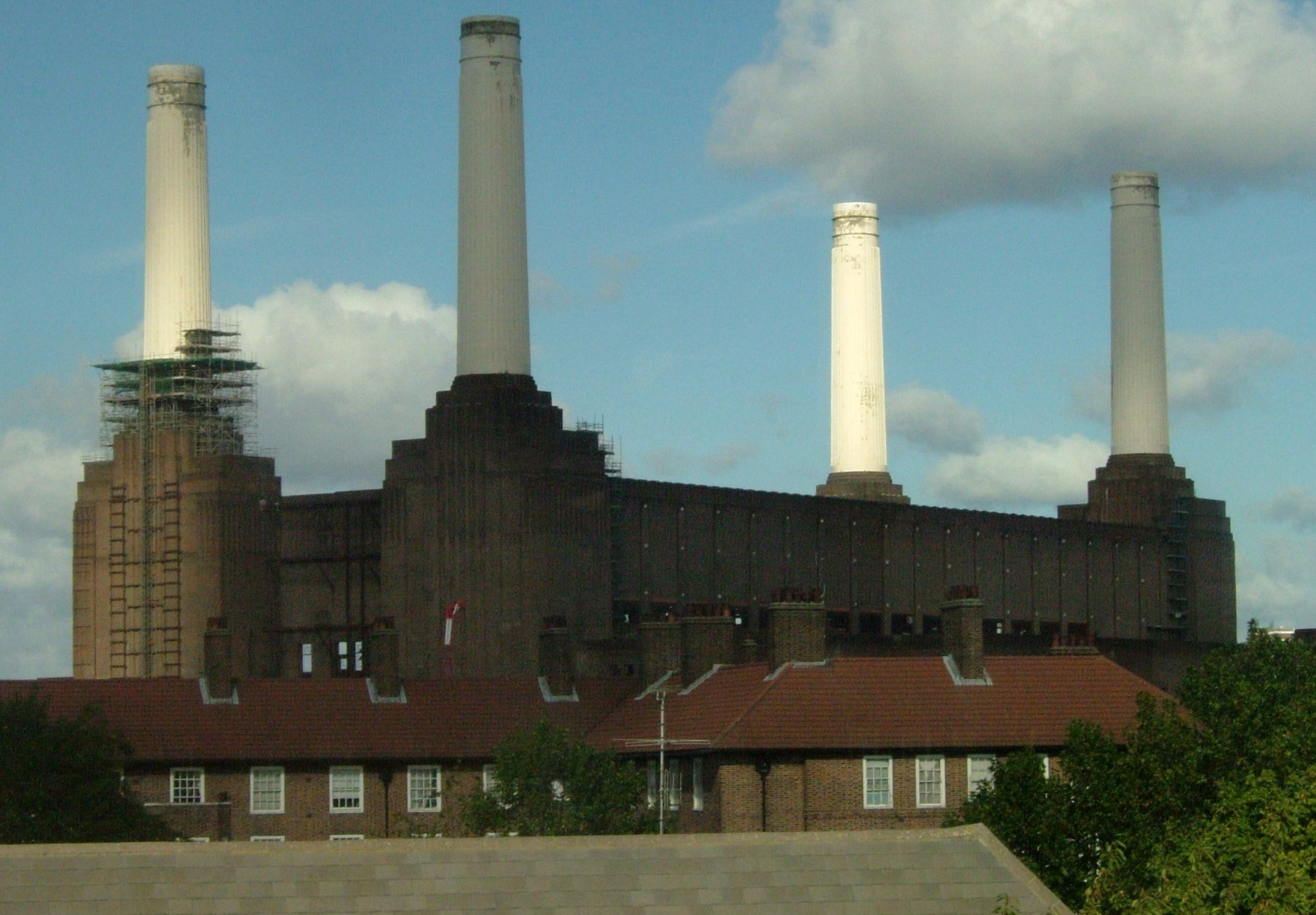
La en.

Durant la visite de Theo à son cousin, on peut voir un dirigeable en forme de cochon flottant au-dessus de la Battersea Power Station. Ce plan est une référence à la couverture de l'album Animals, des Pink Floyd, elle-même référence au livre La Ferme des animaux, de George Orwell. Sur cette même centrale électrique, on peut voir l'un des nombreux clins d'œil du film aux artistes guérilleros, un mouvement d'artistes engagés. L'un d'eux, le pochoiriste britannique Banksy, a travaillé sur le film, et plus précisément sur deux peintures murales. L'une d'elles est celle d'un enfant regardant un magasin et l'autre, celle de la centrale, représente deux policiers s'embrassant. Cet esprit a, d'ailleurs, été repris sur l'affiche française du film et à d'autres endroits du film avec des lettres coupées comme si elles avaient été dessinées à l'aide de pochoirs. Les artistes graphiques sont aussi à l'honneur de ce film puisque Jasper est un ancien cartooniste politique de renom en retraite. On peut voir ses dessins lorsque Theo est chez celui-ci. Lesdits dessins ont été réalisés par Steve Bell, dessinateur, lui aussi renommé, mais bien réel, qui travaille pour le Guardian.
Pour Alfonso Cuarón, le film peut se voir plus généralement comme traitant des problèmes de communication entre les êtres et s'inscrire dans une trilogie avec deux autres films de réalisateurs mexicains sortis la même année : Le Labyrinthe de Pan, de Guillermo del Toro, et Babel, d'Alejandro González Iñárritu.

#### L'espoir
Les Fils de l'homme fait de l'espoir l'un de ses thèmes majeurs dès la première phrase de la bande-annonce française par une réplique intérieure de Theo Faron :

« Je ne me souviens plus très bien quand j'ai commencé à perdre espoir et encore moins quand tout le monde a commencé à le perdre. »

Il met également ce thème en relation avec celui de la foi, qui fait ici face à la futilité et au désespoir. Sur le plan symbolique, le désespoir est représenté par le logo du film ci-dessus : un fœtus à l'intérieur d'un œil versant une larme, la couleur rouge évoquant peut-être le sang.
La cause de l'infertilité n'est jamais expliquée même si l'on évoque une destruction environnementale ou encore un châtiment divin. Alors que sort le film, la communauté scientifique parle justement des effets des perturbateurs endocriniens sur la fertilité masculine. Ce flou a été volontairement cultivé par Alfonso Cuarón, qui se refuse à donner toutes les clefs au spectateur. Le roman à l'origine du film décrit ce qui se produit quand une population ne peut plus se reproduire et l'explique par l'infertilité des hommes. Le film octroie celle-ci aux femmes. Kee, la jeune Africaine, représente donc le dernier espoir de l'humanité. Le thème de l'infertilité apparaît alors comme la métaphore de la perte d'espoir des hommes et le bébé de Kee comme un symbole de renouveau et de rédemption.
Pour Alfonso Cuarón, Theo Faron incarne la part d'humanité du film, son espoir est juste « caché sous un maquillage d'immobilité ».
Selon le réalisateur, la fin du film permet à chaque spectateur de donner un sens à l'espoir suscité par les scènes finales. Selon lui, une personne optimiste y verra beaucoup d'espoir quand une personne pessimiste y verra quelque chose de totalement désespéré. Il a entendu, par ce film, non pas présenter une « vision pessimiste du futur mais une version réaliste du présent ».

#### Aspects légendaires et religion
Les Fils de l'homme est décrit par son réalisateur comme un film miroir à son film Y tu mamá también. Ce sont tous les deux des road movies. On peut comparer Les Fils de l'homme, dans son écriture, à une odyssée héroïque classique comme l'Énéide, de Virgile, la Divine Comédie, de Dante ou encore Les Contes de Canterbury, de Chaucer, où les passages-clefs sont à chercher sur la route plutôt qu'à l'aboutissement. C'est un parcours initiatique sur le chemin de la conscience et pour Theo, plus particulièrement, un voyage presque mystique du désespoir vers l'espoir.
Le titre, d'emblée, pose la religion comme thème important du film, déjà présent dans le livre éponyme. Le sujet du film apparaît en effet comme l'allégorie du psaume chrétien 90 de la Bible dont voici le troisième verset :

« Tu réduis les mortels en poussière, et tu dis: Retournez, fils de l'Homme ! »

P.D. James décrit son roman comme une « fable chrétienne » alors qu'Alfonso Cuarón, lui, ne conçoit pas son film comme « un regard sur le christianisme », et ce, même s'il n'exclut pas la spiritualité : il ne s'intéresse pas aux dogmes.
La symbolique chrétienne est omniprésente dans le film. Par exemple, les terroristes britanniques se nomment les « Poissons », qui sont un symbole majeur de christianisme. Le prénom du héros, Theo, signifie par ailleurs « Dieu ».
Le film ayant été lancé le jour de Noël aux États-Unis, Kee et Theo ont été comparés à Joseph et Marie et le film qualifié de « récit de la nativité contemporain ». De plus, le fait que Kee soit enceinte est révélé à Theo dans une étable, allusion à la scène de la nativité. À cela s'ajoute le fait que, quand les autres personnages voient Kee et son bébé, ils prononcent le nom de Jésus-Christ ou font le signe de croix. À un moment donné, Kee dit, sous la forme d'une plaisanterie, qu'elle est enceinte mais vierge, référence directe à la conception virginale de Jésus. En outre, le thème de la femme stérile tombant enceinte renvoie à un autre récit de l'évangile, celui d'Elisabeth, cousine de Marie stérile mais néanmoins enceinte de Jean Baptiste.
Pour souligner ces thèmes spirituels, Alfonso Cuarón a commandé un morceau de quinze minutes au compositeur britannique John Tavener, chrétien orthodoxe, dont le travail a eu pour thèmes la maternité, la naissance, la renaissance et la rédemption aux yeux de Dieu. Le nom du morceau est Fragments of a Prayer (Fragments d'une prière).
Le lexique religieux est également très employé, dans un vaste syncrétisme, tout au long du film :
- mata (mère en sanskrit) ;
- pahi mam (protège moi en sanskrit) ;
- avatara (en sanskrit descente, au sens de descente du ciel) ;
- alleluia (de l'hébreu)[70].

Enfin, à la suite des dernières scènes et du générique, il y a une prière hindoue pour la paix en sanskrit : Shantih shantih shantih. On retrouve aussi ces mots à la fin d'un upanishad et à la dernière ligne du poème de T. S. Eliot : La Terre vaine. Les prières et les invocations sont, d'ailleurs, nombreuses tout au long du film, notamment à travers le personnage de Miriam.
Quant à l'organisation quasi légendaire Renouveau planétaire, elle peut se concevoir comme la possibilité d'évolution de la compréhension humaine.

#### Un futur proche
Alfonso Cuarón a demandé au département artistique de positionner le film comme un « anti-Blade Runner », le film de Ridley Scott (1982), en rejetant toute proposition de technologie avancée et en minimisant les éléments de science-fiction présents dans l'année 2027.
Le réalisateur s'est basé sur des images reflétant notre époque, choisissant d'ajouter des technologies innovantes à partir d'une inflexion de la ligne du temps en 2014. Ce qui l'intéressait dans ce film, ce n'était pas « se laisser distraire par le futur », mais de « transporter le public dans une autre réalité ».
Ainsi, dans la tour de Bexhill, Theo porte un maillot des Jeux olympiques de Londres de 2012 ; la majorité des voitures utilisées lors du film sont des voitures actuelles d'aspect futuriste (la Renault Modus, la Renault Avantime, la Renault Mégane II et la Fiat Multipla), voire plus ancienne comme la CX break de Jasper Palmer, au capot et à l'arrière redessinés. La volonté de créer un film d'anticipation crédible est marquée dès le début du film : quand Theo descend du train, les soldats britanniques portent le fusil expérimental XM8.
Par ailleurs, le film s'empare de thématiques contemporaines des années 2000, comme l'immigration et l'opposition à celle-ci, qui restent profondément d'actualité au Royaume-Uni et dans les autres sociétés occidentales. Ce sujet nourrit l'arrière-plan du film et peut faire penser aux vagues d'écoréfugiés prévues par une partie de la communauté scientifique pour les décennies suivantes.

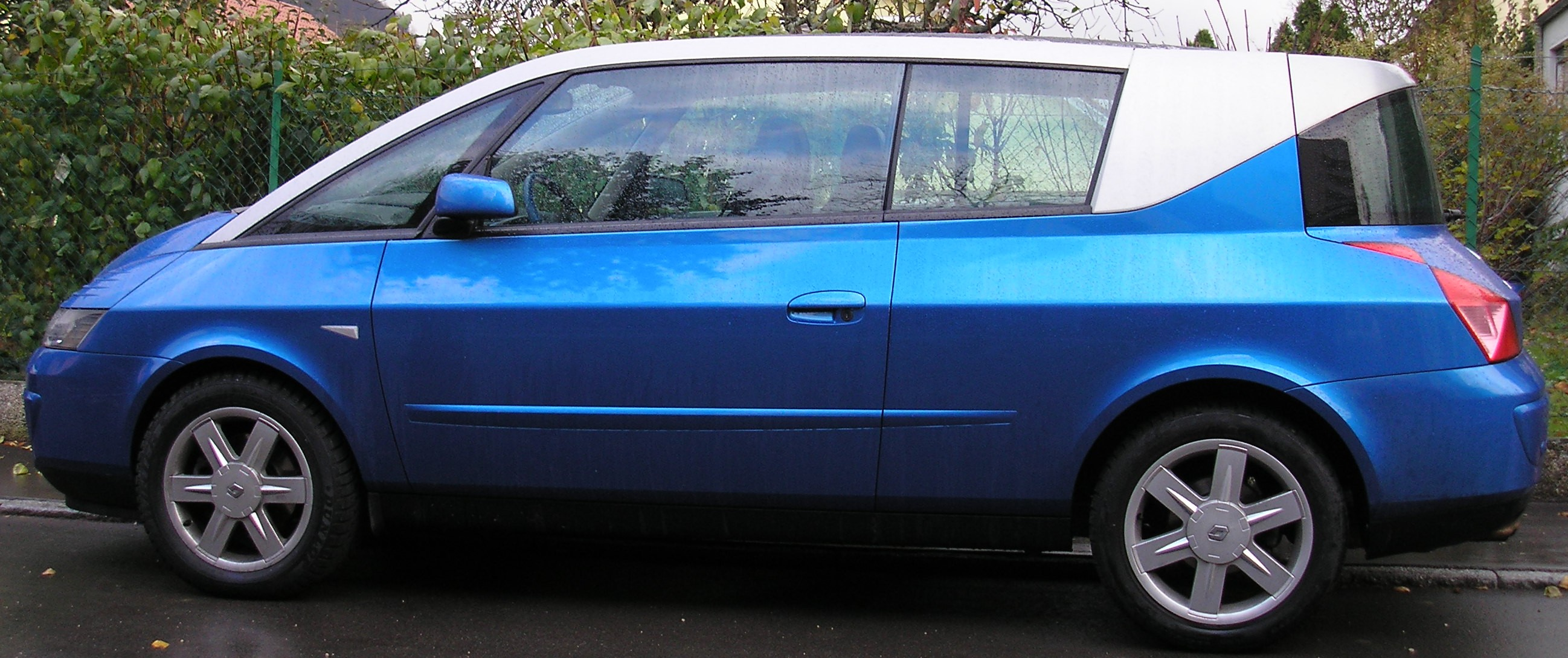
Une Renault Avantime.
Le logo des Jeux olympiques de 2012.
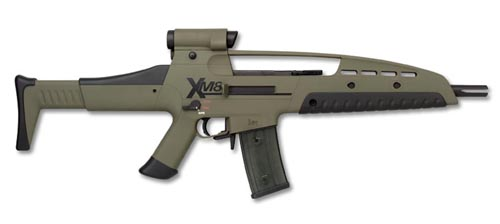
Un fusil XM8.